# Thamnosophis martae
Thamnosophis martae — вид змій родини Pseudoxyrhophiidae. Ендемік Мадагаскару.

## Поширення і екологія
Thamnosophis martae мешкають на крайній півночі острова Мадагаскар, зокрема в заповідниках Монтань-дес-Франсе і Монтань-д'Амбр. Вони живуть в сухих листяних лісах, що ростуть серед карстових скель, та у перехідній зоні між сухими і вологими лісами, трапляються в деградованих лісах. Зустрічаються на висоті до 600 м над рівнем моря.

## Збереження
МСОП класифікує цей вид як такий, що перебуває під загрозою зникнення. Thamnosophis martae загрожує знищення природного середовища.